# Salma Sylla
 (août 2023).
Pour les articles homonymes, voir Sylla (homonymie).
Salma Sylla Mbaye est une scientifique sénégalaise. Elle entre dans l'histoire en devenant la première femme astrophysicienne de son pays.

## Biographie

### Origines et études
Salma Sylla est détentrice d'un baccalauréat scientifique qui la conduit à la poursuite de ses études à l’université Cheikh Anta Diop de Dakar en physique et chimie où elle obtient un diplôme d’études approfondies en physique atomique et nucléaire. Avant l'obtention de son doctorat à l’université Cheikh Anta Diop en cotutelle avec les universités d’Anvers, de Cadi Ayyad et de Toulouse, elle suit des de formations en ligne en astronomie organisées respectivement par l’observatoire de Paris et l’université de Lancashire. Mais son envie  d’obtenir un doctorat en astrophysique est motivée d'une part par sa rencontre en 2010 avec Katrien Kolenberg, astrophysicienne belge, lors d’une conférence internationale organisée à Dakar par Ahmadou d'une Wagué, ancien directeur de l’Institut de technologie nucléaire appliquée et d'autre part par sa participation à la journée d’échange sur l’Astronomie au Sénégal organisée en partenariat avec un chercheur français de l’Institut de Recherche pour le Développement, l’Université Cheikh Anta Diop et l’Association Sénégalaise pour la Promotion de l’Astronomie. Afin de faire son doctorat, elle obtient une bourse de la fondation Father Louis Bruyns et aussi une bourse de la Organisation for Women in Science for the Developping World. Ses recherches portent sur la détermination de l'âge des objets du système solaire externe à l'aide de données provenant de collisions à la surface de Jupiter,,.

### Parcours
Salma Sylla est en août 2018, membre de l'équipe d'astronomes sénégalais qui accompagne l'équipe New Horizons de la NASA, afin d'observer le survol d'un objet ancien[Quoi ?] appelé Ultima Thule, autre nom de l'objet 2014 MU69, en orbite[De quoi ?] juste au-delà de la planète Pluton. S'étant fixé comme entre autres la mission de sensibiliser les jeunes générations afin que ceux-ci développent beaucoup plus d’intérêts pour les domaines scientifiques, surtout les filles. Dans cette optique, elle est la rédactrice pour L'Astronomie Afrique, le premier magazine en ligne sur l'astronomie africaine en français,,. Hormis cela, elle est dit vouloir enseigner l'astrophysique à la jeune génération.